# A-10 Tank Killer
A-10 Tank Killer est un jeu vidéo de simulation de vol de combat développé et publié par Dynamix en 1989 sur PC. Il est ensuite porté sur Amiga en  1990 et sur Atari ST en 1991. Le joueur y pilote un Fairchild A-10 Thunderbolt II. Il a pour suite Silent Thunder: A-10 Tank Killer II.

## Accueil
| A-10 Tank Killer  |      |       |
| Média             | Nat. | Notes |
| Amiga Action      | GB   | 75 %  |
| Amiga Computing   | GB   | 70 %  |
| Gen4              | FR   | 78 %  |
| Joystick          | FR   | 79 %  |
| Tilt              | FR   | 17/20 |
| The Games Machine | GB   | 96 %  |
| Zzap!64           | GB   | 90 %  |